# Misje dyplomatyczne Tonga

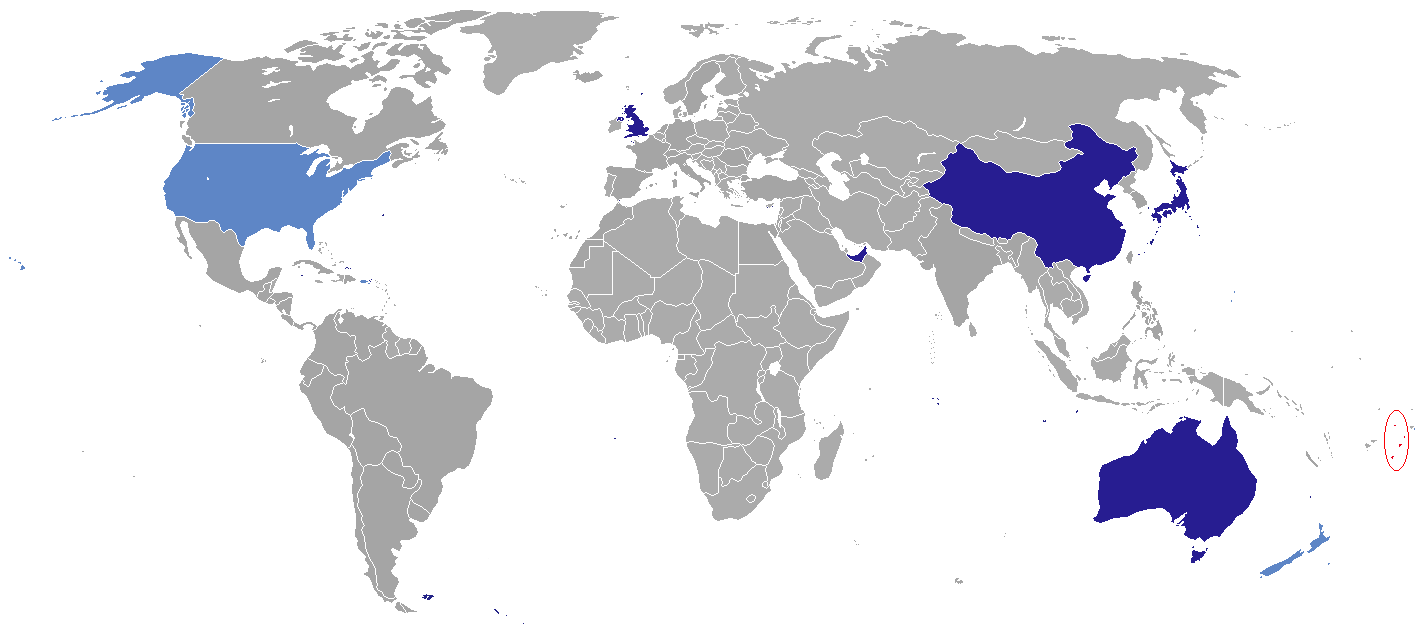
Kraje, w których Królestwo Tonga ma swoje przedstawicielstwa dyplomatyczne

Misje dyplomatyczne Tonga – przedstawicielstwa dyplomatyczne Królestwa Tonga przy innych państwach i organizacjach międzynarodowych. Poniższa lista zawiera wykaz obecnych ambasad, wysokich komisji i konsulatów zawodowych. Nie uwzględniono konsulatów honorowych.

## Europa

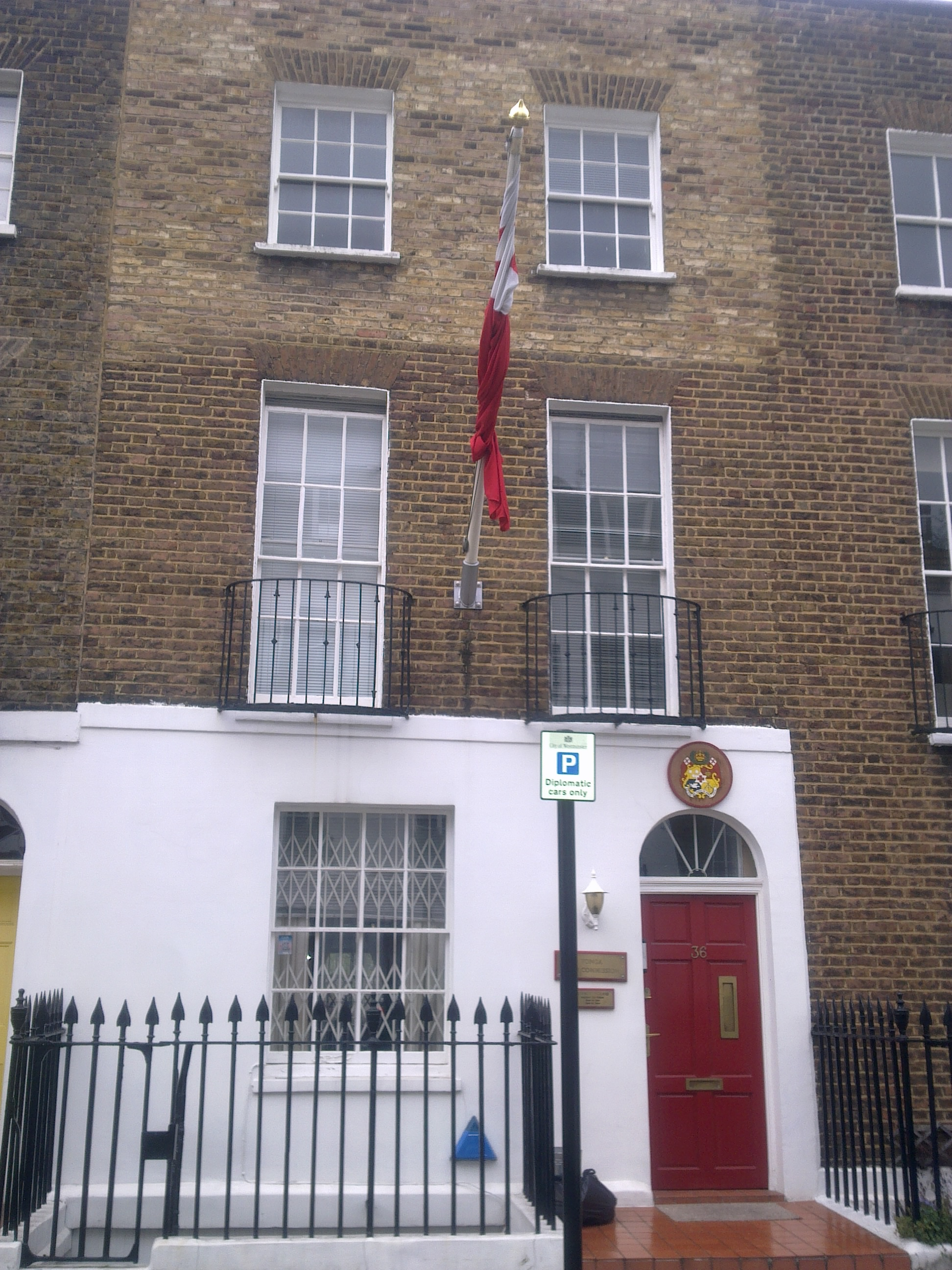
Wysoka Komisja Tonga w Londynie

- Wielka Brytania
  - Londyn (Wysoka komisja)

## Ameryka Północna, Środkowa i Karaiby
- Stany Zjednoczone
  - San Francisco[a] (Konsulat generalny)

## Azja
- Chiny
  - Pekin (Ambasada)
- Japonia
  - Tokio (Ambasada)

## Australia i Oceania

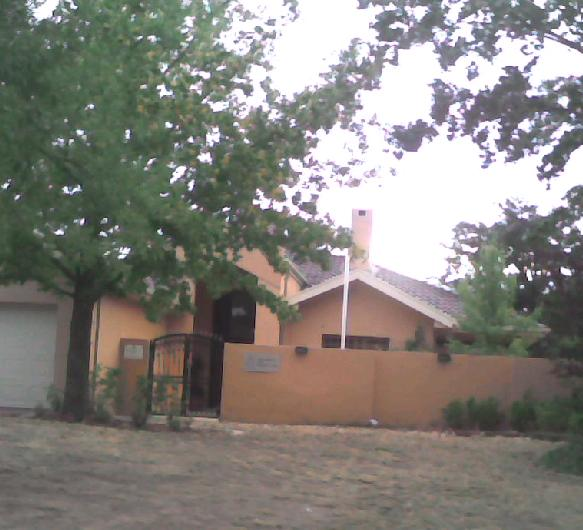
Wysoka Komisja Tonga w Canberze

- Australia
  - Canberra (Wysoka komisja)

## Organizacje międzynarodowe
- Nowy Jork - Stałe Przedstawicielstwo przy Organizacji Narodów Zjednoczonych